# Serhat Balcı
Serhat Balcı (ur. 15 marca 1982) – turecki zapaśnik w stylu wolnym. Dwukrotny olimpijczyk. Piąty w Pekinie 2008 w kategorii 84 kg i szesnasty w Londynie 2012 w wadze 96 kg.
Srebrny medalista mistrzostw świata w 2011; brązowy w 2009; piąty w 2007; ósmy w 2010. Zdobył pięć medali w mistrzostwach Europy, srebro w 2005. Złoty medal na igrzyskach śródziemnomorskich w 2005. Piąty w Pucharze Świata w 2010; dwunasty w 2012. Wojskowy wicemistrz świata w 2006, a trzeci w 2005. Mistrz europy juniorów w 2002 roku.